# Progon Hrvata na Udbini 14. prosinca 1942.
Progon Hrvata na Udbini 14. prosinca 1942. bio je pohod partizana 14. prosinca 1942. na hrvatska sela na Krbavi, nakon kojega su popaljeni mnogi njihovi domovini, a sve druge kuće i sva imanja su im oduzeta, te je punih 75 godina Hrvatima - koji su ondje sve do 1942. godine činili 98 %  stanovništva - bilo posve onemogućeno da se vrate na svoja ognjišta. U Udbini je tada bilo pobijeno 166 žena, djece i staraca.
Kao znak da su Udbina i Krbava očišćene od Hrvata, spaljene su sve katoličke crkve na tom području, a župnik Mato Moguš je odmah nakon rata obješen i ostavljen da 8 dana visi usred na brijegu na kojem se nalazila udbinska crkva.

## Uvodne okolnosti
Hrvati su na Udbini i u prstenu sela naokolo Udbine - u Podudbini, Ćojluku, Vrbi, Mutiliću i Rebiću stoljećima činil većinu - 98% stanovnika, sve do noći u 13. na 14. prosinca 1942. godine. Svi su bili starosjedioci ličko-čakavske provenijencije.
Talijani su još krajem 1941. godine zabranili djelovanje vojnih snaga NDH u području zapadno od linije Karlovac - Mostar, te su i oni, i partizani iščekivali kada će biti razbijeno uporište u Udbini. U srpskom ustanku u srpnju 1941. godine ustanici su uspješno ovladali područjem od Srba na Velebitu do Drvara u BiH, protjeravši odatle - uz više masovnih pokolja i paleži - sve Hrvate izvan područja gradova Gračac i Udbina - u narednom razdoblju je nastao među ustanicima razdor između pobornika četnika i komunista, te su u krvavom međusrpskom obračunu u Lici prevladali komunisti (na obližnjem sjevernodalmatinskom području su, pak, prevladali četnici Momčila Đujića, koji su surađivali s Talijanima).
Zrakoplovstvo NDH je dopremalo pomoć ustaško-domobranskom garnizonu jačine do 400 ljudi u Udbini, te su njegovi zrakoplovi svakodnevno nadlijetali Udbinu kako bi ohrabrili tamošnju posadu, koja je u prethodnih godinu dana odbila više ozbiljnih napada NOVJ - koje su od travnja 1942. godine dominirale na području istoka Like do Gospića - nanijevši partizanskim postrojbama ozbiljne gubitke. Branitelji Udbine nisu se mogli nadati da će im Talijani iz Gračaca pomoći, jer je samo postojanje postrojbi NDH u Udbini bilo u protivnosti s izričito izraženom voljom talijanskih okupacijskih vlasti da ustaša i domobrana na tom području uopće ne bude. S vremenom je postalo jasno da ustaše i domobrani - u situaciji kada im ne mogu u pomoć priteći njihove snage, a Talijani im pomoći ne žele - ne mogu održati Udbinu.

## Tijek događaja
Zrakoplovstvom je iz Udbine evakuiran dio garnizona, te djeca.
U noći pokolja na Udbini, 13. na 14. prosinca, o blagdanu sv. Lucija, iza treće ure udbinski Hrvati morali su u egzodus radi spašavanja golih života. Zbjeg je štitilo oko 50 domobrana i 10 ustaša. Udbinski Hrvati su bježali su prema Lovincu. Partizanske postojbe su se upustile u ozbiljne borbe pokušavajući zaustaviti kolonu iz Udbine, ali su je postojbe 2. lovačke bojne koje su izašle iz Gospića deblokirale i omogućile im da stignu u Lovinac.
Partizani su pobili 166 žena, djece i staraca Udbine, te su spalili 377 kuća. 1600 Hrvata koji su uspjeli izbjeći, nisu se nikad više smjeli vratiti u rodni kraj. Zadrti velikosrbi iz susjednih sela su po egzodusu Hrvata zapalili i srušili sve katoličke crkve na Krbavi, zatirući tako trag hrvatstvu i katoličanstvu. Zapalili su i srušili katoličku crkvu sv. Nikole na Udbini, sv. Marka - groba u Podudbini, sv. Augustina u Mutiliću, uništili rimokatoličko groblje na Koriji.

## Posljedice
Hrvata je u Udbini od prijeratne dvije tisuće nakon rata posve nestalo. Ako Hrvati nisu bili pobijeni, raspršeni su.
Katolička crkva Sv. Nikole je  zapaljena 23. veljače 1943.; poslije je i potpuno razrušena u razdoblju od 1948. do 1956. godine. To je učinjeno toliko temeljito, do živca kamena, da je od ovog objekta ostao sačuvano jedva oko 8 metara zidova, i to samo u visini temelja.
Nakon rata su velikosrbi zabranili da se u taj dio Like (ne samo u Udbinu, nego i na čitavo područje između Velebita i granice s BiH) vrate Hrvati. Na simboličnoj razini su to potvrdili u listopadu 1945. godine osudivši na smrt bivšeg (do kraja 1941. godine) udbinskog župnika Matu Moguša. Nakon što je on obješen na brijegu na kojem se nalazila udbinska katolička crkva, njegovo je tijelo bilo ostavljeno da visi čak 8 dana.
Tako su i u Drugome svjetskom ratu i još više poslije rata, jugokomunisti i velikosrbi ubijanjem i bezakonjem uništili katoličku župu u Udbini.

## Zatiranje tragova zločina
U jugokomunističkoj Jugoslaviji bilo je cementirano etničko čišćenje i od 1945. – 1990., Udbina nije imala ni župnika, ni crkvu, ni župni stan i nijednog katolika ili bilo kojeg Hrvata. Ciljano temeljito etnički očišćena od Hrvata, za cijelo vrijeme komunističke Jugoslavije Srbi nisu dali obnoviti župnu crkvu u Udbini. To se promijenilo tek nakon Oluje 1995. godine, kada su u nju došli prognani Hrvati iz Bosne.
Na Udbini je nova Jugoslavija bila i formalno oduzela zemljište i kuće ratnih žrtava, udbinskih Hrvata i dala ih lokalnim Srbima; tako i onima koji su sudjelovali u protjerivanju, ubojstvima, pljački i paležu krajem 1942. godine. Oteta imovina nije Hrvatima do danas vraćena, makar su to zahtijevali od vlasti Republike Hrvatske koja je donijela propise o povratku imovine oduzete za vrijeme jugoslavenske komunističke vladavine.
Da bi zatrli trag katoličkim crkvama, velikosrpski hegemonisti su poslije rata sagradili hotel na mjestu crkve sv. Nikole biskupa, a od srušene crkve sv. Marka Groba su kamen upotrijebili za gradnju ovčarnice.